# Computational Geometry Algorithms Library
Pour les articles homonymes, voir Computational geometry (homonymie).
 (octobre 2012).
CGAL (Computational Geometry Algorithms Library) est une bibliothèque logicielle de calcul géométrique écrite en C++.

## Développement et histoire
Elle est développée par plusieurs instituts de recherche et entreprises, principalement européens : l'INRIA, l'Institut Max-Planck d'informatique à Sarrebruck, l'université de Tel Aviv, GeometryFactory,
l'ETH Zurich, l'Université d'Utrecht.
Elle a été comparée à LEDA (Library of Efficient Data types and Algorithms (en)).

## Fonctionnalités
CGAL fournit par exemple les fonctionnalités suivantes :
- Calcul de l'enveloppe convexe d'un ensemble de points en 2D, 3D ou dD
- Partitionnement 2D en polygones et 3D en polyèdres
- Triangulations de Delaunay 2D et 3D
- Diagrammes de Voronoï
- Génération de maillages 2D et 3D
- Recherche des k voisins les plus proches
- Recherche par intervalles, dans un espace dD (2D, 3D…), par range et segment trees
- Calcul des Bounding Volumes
- Calcul des distances optimales
- Analyse en composantes principales
- Structures de données cinétiques
- Solveur de programmation linéaire et quadratique (QP Solver)
- Techniques de filtre

## Licences
CGAL est sous une double licence : une licence libre (GNU LGPL v3 ou GNU GPL v3, selon les composants), et une licence commerciale, au choix des utilisateurs.